# I Am the Night
I Am the Night ist eine US-amerikanische Fernsehserie in sechs Teilen nach einer Idee und dem Drehbuch von Sam Sheridan, die auf dem True-Crime-Buch One Day She’ll Darken: The Mysterious Beginnings of Fauna Hodel von Fauna Hodel basiert. Die Hauptrollen spielen India Eisley und Chris Pine. Die Erstausstrahlung in den USA begann bei TNT am 27. Januar 2019. In Deutschland startete die Ausstrahlung am 28. Februar 2019 bei TNT Serie.

## Handlung
Die Serie spielt in den 1960ern in Nevada und Kalifornien. Die Jugendliche Fauna Hodel entdeckt, dass sie adoptiert wurde. Sie versucht die Gründe dafür mit Hilfe des abgehalfterten Zeitungsreporters Jay Singletary zu entdecken und verstrickt sich dabei in den Mordfall um Elizabeth Short, die als sogenannte Schwarze Dahlie tragische Berühmtheit erlangte.

## Besetzung und Synchronisation
Die deutschsprachige Synchronisation entstand nach einem Dialogbuch und unter der Dialogregie von Stephan Hoffmann durch die Synchronfirma EuroSync in Berlin.
Hauptbesetzung
| Rolle                 | Schauspieler     | Folgen    | Synchronsprecher  |
| --------------------- | ---------------- | --------- | ----------------- |
| Jay Singletary        | Chris Pine       | 1–6       | Nico Sablik       |
| Fauna Hodel           | India Eisley     | 1–6       | Jodie Blank       |
| George Hodel          | Jefferson Mays   | 1–6       | Axel Malzacher    |
| Peter Sullivan        | Leland Orser     | 1–6       | Uwe Büschken      |
| Corinna Hodel         | Connie Nielsen   | 1–6       | Andrea Aust       |
| Billis                | Yul Vazquez      | 1, 3, 5–6 | Johannes Berenz   |
| Detective Cuddy       | Theo Marshall    | 1, 3, 5–6 |                   |
| Terrence Shye         | Justin Cornwell  | 2–4, 6    | Florian Clyde     |
| Sepp                  | Dylan Smith      | 1–6       | Michael Deffert   |
| Ohls                  | Jay Paulson      | 1–4       | Wanja Gerick      |
| Jimmie Lee Greenwade  | Golden Brooks    | 1, 3–6    | Anke Reitzenstein |
| Nina (Faunas Cousine) | Monique Green    | 2–3, 6    | Ana Purwa         |
| Tina (Faunas Cousine) | Shoniqua Shondai | 2–6       | Nora Kunzendorf   |

## Episodenliste
| Nr. | Deutscher Titel      | Originaltitel              | Erstausstrahlung USA | Deutschsprachige Erstausstrahlung (D) | Regie            | Drehbuch        |
| --- | -------------------- | -------------------------- | -------------------- | ------------------------------------- | ---------------- | --------------- |
| 1   | Eine schwarze Welt   | Pilot                      | 27. Jan. 2019        | 28. Feb. 2019                         | Patty Jenkins    | Sam Sheridan    |
| 2   | Finstere Träume      | Phenomenon of Interference | 4. Feb. 2019         | 28. Feb. 2019                         | Patty Jenkins    | Sam Sheridan    |
| 3   | Dunkle Blume         | Dark Flower                | 11. Feb. 2019        | 7. März 2019                          | Victoria Mahoney | Sam Sheridan    |
| 4   | Düstere Kunst        | Matador                    | 18. Feb. 2019        | 7. März 2019                          | Victoria Mahoney | Sam Sheridan    |
| 5   | Insel der Finsternis | Aloha                      | 25. Feb. 2019        | 14. März 2019                         | Carl Franklin    | Monica Beletsky |
| 6   | Stärke in der Nacht  | Queen’s Gambit, Accepted   | 4. März 2019         | 14. März 2019                         | Carl Franklin    | Sam Sheridan    |

## Rezeption
Die FAZ lobte die schauspielerischen Leistungen von Eisley und Pine: „Diesen Figuren möchte man zuschauen, wie sie sich durch ein korruptes, rassistisches und perverses Amerika der sechziger Jahre schlagen“. Die Handlung dagegen, die „sich Sheridan aus allerlei Gerüchten rund um den Fall der Dahlie zusammenklaubt“, würde wenig fesseln.